# Струве Федір Аристович
Струве Федір Аристович (Struve Jakob-Theodor, 12 травня 1816, м. Фленсбург, (Данія)) — історик античності.

## Життєпис та науковий доробок
Народився 12 травня 1816 у м. Фленсбурге (Данія). За національністю данець.
У 1856 прийняв російське підданство. Як ординарний професор, мав чин статського радника. Походив з родини, представники якої залишили значний слід у європейській науці та культурі ХІХ ст. — наприклад, його дядько: Василь Якович — знаменитий астроном, засновник та перший директор Пулківської обсерваторії; Карл (Людвіг) Якович — поет, видатний філолог та ін.
У 1832—1837 навчався у Дерптському університеті, що закінчив зі ступенем кандидата філософських наук, одночасно працював вчителем у Дерптській гімназії. У 1843 захистив у С.-Петербурзькому університеті магістерську дисертацію на тему: «Emendationes et ebservationes іn Quinti Smyrnae Posthomerica»; а у 1846 — дисертацію на ступінь доктора філософії та давньої філології «De argumento carminum epicorum quae res ab Homero іn Iliade narratus longius prosecuta sunt». Окрім латини, він також досконало володів давньогрецькою та німецькою мовами. З 1844 працював вчителем латинської мови у 1-й Казанській гімназії; викладав німецьку мову у Казанському Родіонівському ін-ті (1856—1861). Починаючи з 1845 працював у Казанському університеті на кафедрі Римської словесності та старожитностей, займаючи в різний час посади ад'юнкта (1851), екстраординарного професора (1852), ординарного професораа (1855). У 1855–1857 був деканом історико-філологічного ф-ту Казанському університету. За час роботи в Казанському університеті викладав латинську мову, читав курси з римської літератури та старожитностей; однак, незважаючи на глибоке знання матеріалу, його лекції через певну сухість та жорсткості викладу не користувались особливою популярністю, що стало причиною протесту з боку студентів і спричинило звільнення його зі служби у 1862.
Деякий час викладав латинську мову у 3-й С.-Петербурзькій гімназії, а в 1865 одержав призначення в Імператорського Новоросійського університету ординарним проф-м кафедри грецької словесності, де викладав давньогрецьку мову, читав спецкурси з історії грецької колонізації, літератури та мистецтву, а також античних старожитностей. Водночас він завідував університетським музеєм образотворчих мистецтв та мінц-кабінетом. Живучи в Одесі, безкоштовно викладав грецьку та німецьку мови в жіночій та 2-й чоловічих гімназіях. У 1868 вирушив з дорученням ун-ту в закордонне відрядження з метою ознайомлення з матеріалами, що стосуються давньої історії Північного Причорномор'я, встановлення контактів з європейськими вченими, а також для збору й придбання експонатів для музею. За час перебування за кордоном він відвідав Грецію, Італію, Францію та ряд університетських міст Німеччини (Берлін, Геттінген, Лейпциг, Мюнхен, Франкфурт-на-Майне та ін.) Після завершення 25-го терміну служби у 1870 відмовився від викладання в ІНУ, і протягом наступних шести років був завідувачем гімназією при С.-Петербурзькому Історико-філологічному інституті.
Вийшовши у відставку в 1877 оселився у Ризі, де жив до смерті. Наукові інтереси професора охоплювали галузі античної історії, археології та епіграфіки. Брав активну участь у роботі Московського археологічного товариства та Імператорське Одеське товариство історії і старожитностей (був вибраний почесним членом у 1865). Сучасники відзначали велику наукову цінність його робіт, які заслужили високу оцінку самих авторитетних вчених того часу. Під час перебування в Одесі захопився епіграфікою грецьких колоній Північного Причорномор'я, що знайшло відбиття в ряді його публікацій.

## Праці
- De argumento carminum epicorum quae res ab Homero in Iliade narratus longius prosecuta sunt.-СПб., 1846: Новые надписи Ольвийские.-Одесса, 1866. Археологические разыскания в Южной России. По отчетам Императорской Археологической комиссии // ЗООИД. — Т.VI. — 1867;
- Археологические заметки по поводу посещения Аккермана в 1866 г. // ЗООИД. — Т.VI. — 1867;
- Путевые заметки. Отчет ординарного профессора Ф. А. Струве о командировке его в Афины, Рим, Париж и Германию // Записки Новороссийского университета за 1868 г..-Т.III;
- Об издании греческих и латинских авторов с русскими примечаниями // ЖМНП. — 1868. — Ч.137, № I;
- О новооткрытых надписях в Танаисе // Труды Московского археологического общества, 1870. — Т.III.